# Cherchell

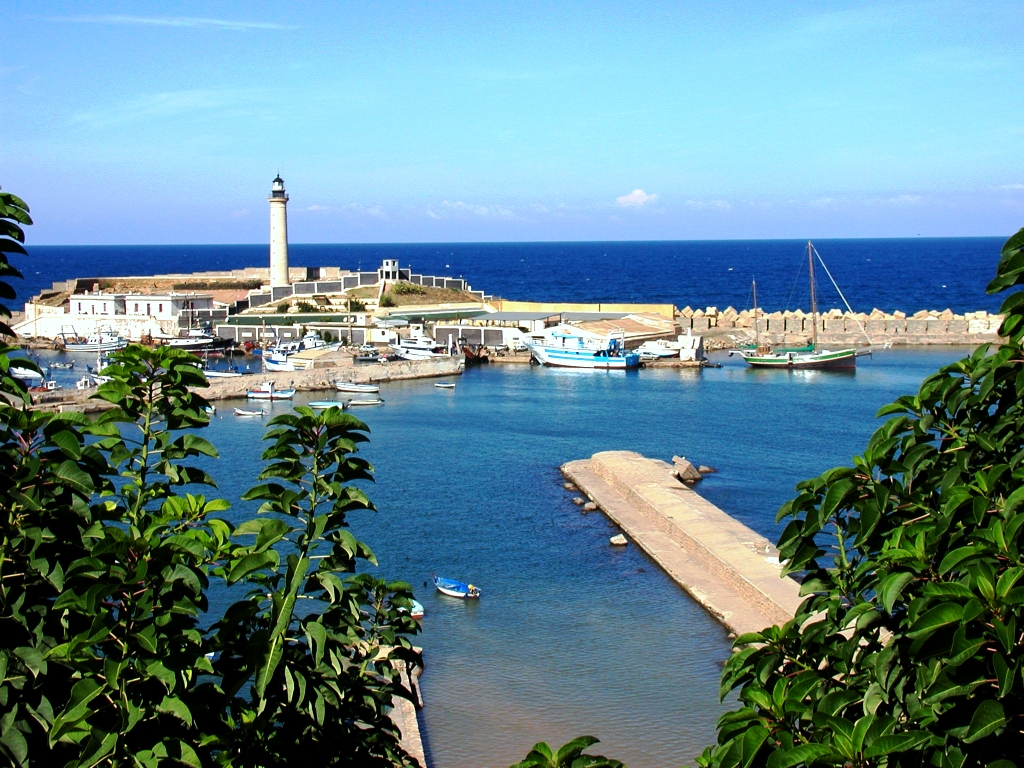
Haven van het moderne Cherchell

Cherchell of Cherchel (Arabisch شرشال Sharshal) is een stad in Algerije, zo'n 88,5 km ten westen van Algiers. In de oudheid heette de stad Iol en later Caesarea.

## Geschiedenis
De stad werd gesticht door Feniciërs vanuit Carthago als een handelskolonie, en door hen Iol of Jol genoemd. Zij legden bij de stad een kleine haven aan. In later tijd (in ieder geval tijdens de regering van koning Bocchus II) was het de hoofdstad van Mauretania in Numidië, totdat het gebied een provincia werd van het Romeinse Rijk. In 25 v.Chr. stelde keizer Augustus Juba II aan als vazalkoning over Numidië en Mauretania. Hij herstichtte de stad en noemde deze Caesarea als eerbetoon aan Augustus. Hij maakte Caesarea tot zijn hoofdstad. Onder Juba groeide de stad uit tot een van de belangrijkste Hellenistische centra in Noord-Afrika. Nadat in 40 na Chr. Ptolemaeus van Mauretania, de opvolger van Juba II, door Caligula werd geëxecuteerd, brak een opstand uit in Mauretania. De Romeinen sloegen de opstand echter neer en lijfden het gebied in bij het Romeinse Rijk (44). Keizer Claudius maakte Caesarea de hoofdstad van de Romeinse provincie Mauretania Caesariensis en verhoogde de status van de stad nog verder door er een colonia van te maken. In de Romeinse periode had Caesarea diverse tempels, een circus, een theater, een amfitheater en badhuizen. Verder was de stad omgeven door een stadsmuur met een omtrek van 7 km en stond er een achthoekige vuurtoren.

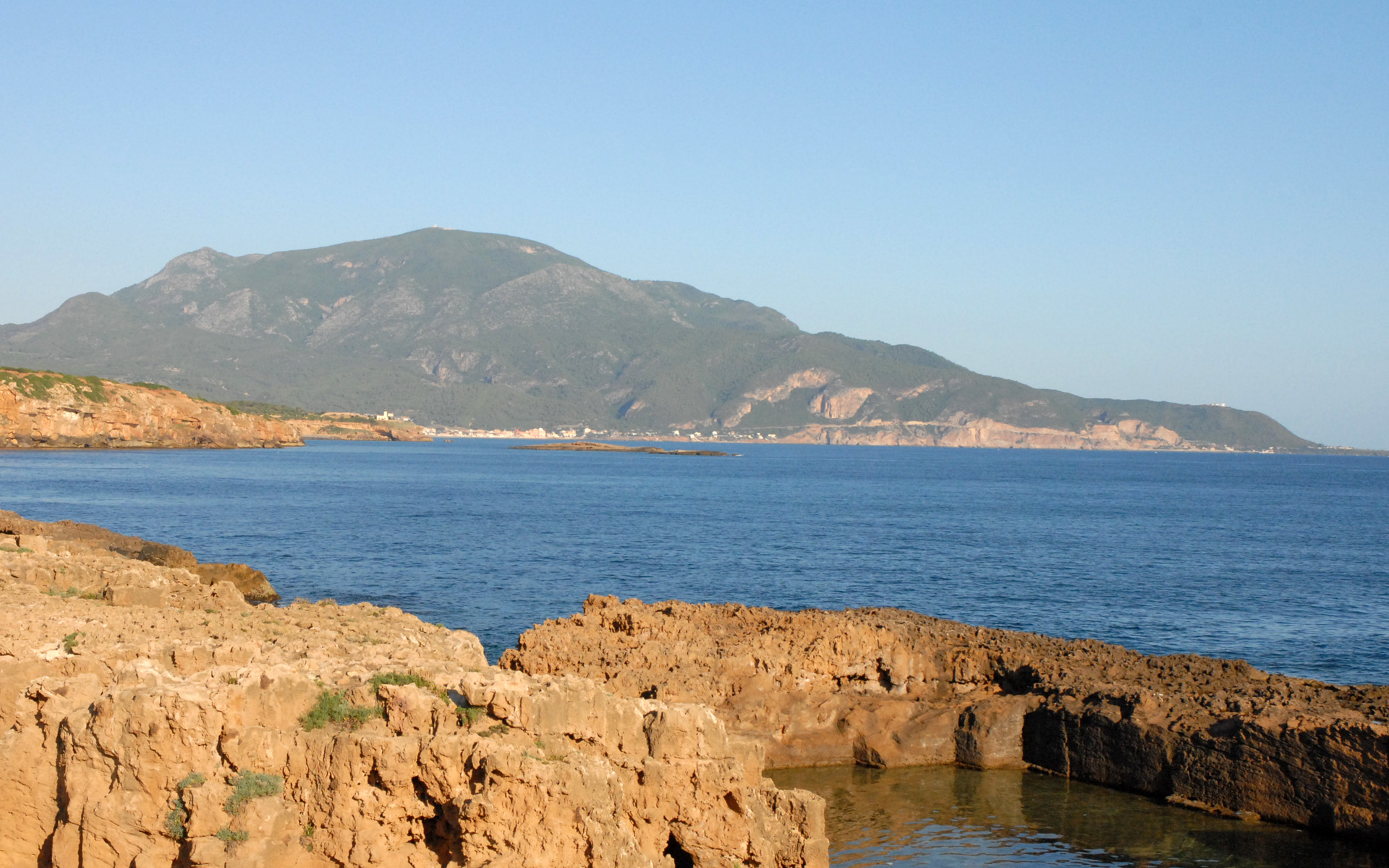
De baai van Cherchell, met de berg Chenoua op de achtergrond

Vanaf de 2e eeuw was Caesarea een belangrijk christelijk centrum met een eigen bisschopszetel. Gedurende de 4e eeuw was het een van de centra van het Donatisme. Aan het begin van de 5e eeuw werd Caesarea verwoest door de Vandalen. De Byzantijnse keizer Justianus I herbouwde de stad.
In de 11e eeuw werd Algerije (en daarmee ook Caesarea) ingenomen door de Arabieren. Zij gaven de stad de huidige naam en maakten er een islamitische stad van. In later tijd maakte Cherchell deel uit van het Ottomaanse Rijk. In 1738 verwoestte een zware aardbeving de stad, maar de stad werd enige tijd later weer herbouwd.
In 1840 veroverden de Fransen Cherchell. Verschillende stenen uit oude bouwwerken werden door hen gebruikt bij de bouw van nieuwe gebouwen.
In de Tweede Wereldoorlog was Cherchell een hoofdkwartier van de geallieerden.

## Het tegenwoordige Cherchell
De huidige stad Cherchell heeft zo'n 60.000 inwoners. Het is een populaire toeristische bestemming in Algerije. Verschillende gebouwen uit de oudheid zijn er nog te zien. Cherchell heeft marmerindustrie en ijzermijnen. Verder is in economisch opzicht de handel in olijfolie, tabak en aardewerk van belang.

## Geboren in Cherchell
- Macrinus (ca. 164–218), Romeins keizer
- Priscianus (eind 5e/begin 6e eeuw), Latijns grammaticus
- Alice Recoque (1929), Frans computerspecialiste
- Assia Djebar (1936–2015), Algerijns Franstalig schrijfster, vertaalster, filmregisseuse en historica